# Cees Lute

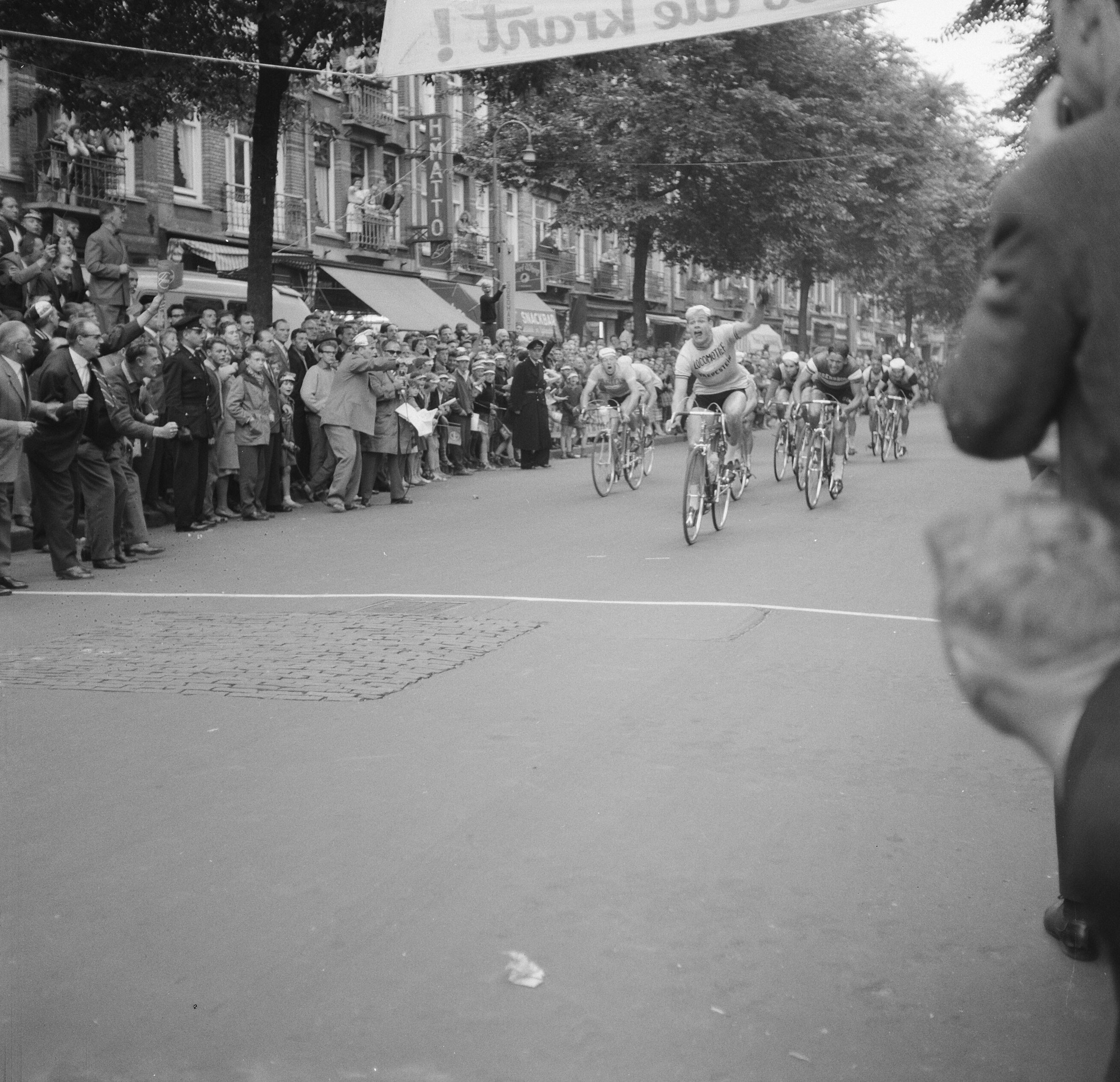
Cees Lute 1961

Cornelis Wijnand „Cees“ Lute (* 13. März 1941, nach anderen Angaben am 22. März 1939, in Castricum; † 9. Oktober 2022 in Alkmaar) war ein niederländischer Radrennfahrer.

## Sportliche Laufbahn
Lute war im Straßenradsport und im Bahnradsport aktiv. Als Amateur gewann er 1959 das Rennen Dwars door Gendringen. 1960 war er im Omloop der Kempen und auf einer Etappe der Olympia’s Tour erfolgreich. Er fuhr die Internationale Friedensfahrt und wurde 18. des Endklassements, 1961 schied er aus. In der Ronde van Midden-Zeeland 1961 wurde er Zweiter hinter Henk Nijdam.
1961 gewann er erneut das Rennen Dwars door Gendringen sowie zwei Etappen der Olympia’s Tour. 1962 siegte er wiederum im Omloop van de Kempen. Er startete 1962 in der DDR-Rundfahrt und wurde beim Sieg von Klaus Ampler hinter Manfred Weißleder Sechster der Gesamteinzelwertung vor Karl-Heinz Kazmierzak und damit bester ausländischer und niederländischer Fahrer. 1963 war Lute der Publikumsliebling bei den Rennen auf der Radrennbahn der Werner-Seelenbinder-Halle in Berlin. Er gewann nach einem kampfbetonten Rennen mit seinem Partner Wolfgang Schmelzer aus der DDR das Rennen Sechs-Tage-Parade, nachdem beide im Rennverlauf erst durch das Ausscheiden ihrer Partner zu einem Team wurden.
Von 1961 bis 1963 startete Lute als Unabhängiger. 1964 gewann er die 19. Etappe des Giro d’Italia, die Acht van Chaam sowie eine Etappe der Vier Tage von Dünkirchen. Seinen letzten Sieg als Profi feierte er 1967, als er eine Etappe der Sardinien-Rundfahrt gewinnen konnte. 
Die Tour de France beendete er 1965 auf dem 67. Rang der Gesamtwertung. Im Giro d’Italia wurde er 1964 41., 1967 schied er aus. In der Vuelta a España 1967 schied er aus. Lute war von 1961 bis 1962 Unabhängiger, ab 1963 Berufsfahrer. Er begann seine Laufbahn als Profi im niederländischen Radsportteam Caballero. 1969 beendete er seine aktive Laufbahn.